# 斯觉镇
斯觉镇，是中华人民共和国四川省凉山彝族自治州甘洛县下辖的一个乡镇级行政单位。2020年6月，撤销尼尔觉乡、拉莫乡，将原尼尔觉乡和原拉莫乡所属行政区域划归斯觉镇管辖。

## 行政区划
斯觉镇下辖以下地区：
依乌村、格布村、石德村、觉嘎村、哈布村和挖里乌村。